# Bazoges-en-Paillers
Bazoges-en-Paillers is een gemeente in het Franse departement Vendée (regio Pays de la Loire) en telt 949 inwoners (2005). De plaats maakt deel uit van het arrondissement La Roche-sur-Yon.

## Geografie
De oppervlakte van Bazoges-en-Paillers bedraagt 11,5 km², de bevolkingsdichtheid is 82,5 inwoners per km².
De onderstaande kaart toont de ligging van Bazoges-en-Paillers met de belangrijkste infrastructuur en aangrenzende gemeenten.

## Demografie
Onderstaande figuur toont het verloop van het inwonertal (bron: INSEE-tellingen).